# Gert De Mangeleer
Gert De Mangeleer (Dendermonde, 22 juli 1977) is een Belgische kok. Hij baatte samen met Joachim Boudens het restaurant Hertog Jan uit. In 2018 is het restaurant gesloten 

## Carrière
Na zijn humaniora, volgde De Mangeleer een horecaopleiding. Hij volgde de tso–kwalificatie hotel-restaurant in Ter Groene Poorte in Brugge.
Na zijn opleiding werkte hij vier jaar lang bij chef Danny Horseele van 't Molentje, in Zeebrugge. Daar leerde hij het vak en groeide er een band met sommelier Joachim Boudens, verkozen tot beste sommelier van België in 2005 en 2011.
Samen besloten ze hun energie in Hertog Jan te steken, een populaire wijnbrasserie die ze overnamen van Guido Francque in juli 2005. Amper anderhalf jaar later, in 2007 werden ze bekroond met een eerste Michelinster. In de Michelingids 2010 kwam daar een tweede ster bij. In 2012 volgde dan de absolute bekroning voor Hertog Jan met een derde Michelinster. in de GaultMillau-gids behalen zij sinds 2013 18,5 op 20.
Gert De Mangeleer behaalde daarnaast, al dan niet samen met zakenpartner Joachim Boudens, talrijke prijzen en bekroningen waaronder de titel "beste Europese chef van het jaar" op de gastronomische beurs Madrid Fusion in 2014. De Mangeleer is intussen ook een populair en veelgevraagd mediafiguur geworden.
In 2012 kondigde het duo de aankoop aan van een oude hoeve in Zedelgem bestemd voor renovatie en uitbreiding, om er vanaf 2014 hun Hertog Jan in onder te brengen. Het oude Hertog Jan-pand bleef hun eigendom en heropende in juli 2014 als L.E.S.S (Love. Eat. Share. Smile.), een origineel en hip Iberisch getint brasserieconcept. Tussendoor openden ze van maart tot mei 2014 een pop-up bistro-met-bar 'Yellow' in het gerestaureerde Huis de Marenzi aan de Brugse Vismarkt. Eind 2018 wijzigde Hertog Jan van formule en is het slechts enkele avonden per maand open. Het restaurant L.E.S.S. veranderde zijn naam in L.E.S.S. by Hertog Jan en verhuisde naar 't Zand in de Brugse binnenstad.
December 2018: Sluiting Hertog Jan*** Zedelgem.
Januari 2019:  Start Hertog Jan*** Restaurant Group.
Februari 2019: Verhuizing L.E.S.S. naar 't Zand (Brugge) onder de naam L.E.S.S. Eatery. Het restaurant haalde eind 2019 zijn eerste Michelinster.
Juni  2019: Opening popup Bar Bulot by Hertog Jan***. De pop-upbistro brengt enkel vis en seafood.
Najaar 2019:  Heropening Bar Bulot als typische brasserie met Vlaamse en Franse klassiekers.
Zomer 2020: Pop-up LESS Eatery op de locatie te Zedelgem, lancering nieuw concept ICECONIC (ijsjes).
Januari 2021: Bar Bulot kreeg een eerste Michelinster.
Maart 2021: Opening pop-up BABU, een "fast casual"-concept rond “bunners” inspired by the world.
Augustus 2021: Opening tweede vestiging Bar Bulot te Antwerpen op de site van Botanic Sanctuary Antwerp.
September 2021: Opening Hertog Jan Antwerp met Gert De Mangeleer en Joachim Boudens opnieuw als team actief in de keuken en de zaal.
Mei 2022: Hertog Jan Antwerp behaalde meteen twee Michelin-sterren, LESS Eatery verloor zijn enige Michelinster.